# Moggsjön
Moggsjön är en sjö i Strömsunds kommun i Ångermanland och ingår i Ångermanälvens huvudavrinningsområde. Sjön har en area på 0,395 kvadratkilometer och ligger 255 meter över havet. Sjön avvattnas av vattendraget Moggsjöbäcken.

## Delavrinningsområde
Moggsjön ingår i det delavrinningsområde (707721-152211) som SMHI kallar för Mynnar i Kråkån. Medelhöjden är 294 meter över havet och ytan är 13,69 kvadratkilometer. Det finns inga avrinningsområden uppströms utan avrinningsområdet är högsta punkten. Moggsjöbäcken som avvattnar avrinningsområdet har biflödesordning 4, vilket innebär att vattnet flödar genom totalt 4 vattendrag innan det når havet efter 153 kilometer. Avrinningsområdet består mestadels av skog (81 procent). Avrinningsområdet har 0,4 kvadratkilometer vattenytor vilket ger det en sjöprocent på 2,9 procent.